# Малоправутинська сільська рада
Малоправутинська сільська́ ра́да — колишня адміністративно-територіальна одиниця та орган місцевого самоврядування у Славутському районі Хмельницької області. Адміністративний центр — село Малий Правутин.

## Загальні відомості
Малоправутинська сільська рада утворена в 1947 році.
- Територія ради: 16,67 км²
- Населення ради: 623 особи (станом на 2001 рік)

## Населені пункти
Сільській раді були підпорядковані населені пункти:
- с. Малий Правутин

## Керівний склад
| Прізвище, ім'я, по батькові | Основні відомості                                                               | Дата обрання | Дата звільнення |
| --------------------------- | ------------------------------------------------------------------------------- | ------------ | --------------- |
| Оніщук Галина Василівна     | Сільський голова, 1959 року народження, освіта вища, позапартійна               | 26.03.2006   | 31.10.2010      |
| Оніщук Галина Василівна     | Сільський голова, 1959 року народження, освіта вища, позапартійна               | 31.10.2010   | 11.12.2011      |
| Кравчук Василь Миколайович  | Сільський голова, 1962 року народження, освіта середня спеціальна, безпартійний | 11.12.2011   |                 |

Примітка: таблиця складена за даними сайту Верховної Ради України

### Депутати
За результатами місцевих виборів 2010 року депутатами ради стали:

#### За суб'єктами висування
| Суб'єкт висування                                       | Кількість обраних депутатів | %    |
| ------------------------------------------------------- | --------------------------- | ---- |
| Народна партія                                          | 6                           | 50   |
| Комуністична партія України                             | 3                           | 25   |
| Самовисування                                           | 2                           | 16,7 |
| Політична партія Всеукраїнське об'єднання «Батьківщина» | 1                           | 8,3  |

#### За округами
| № округу                                                | Прізвище, ім'я, по батькові    | Дата визнання обраним | Освіта             | Партійна приналежність | Відомості про обраного депутата           |
| ------------------------------------------------------- | ------------------------------ | --------------------- | ------------------ | ---------------------- | ----------------------------------------- |
| Комуністична партія України                             |                                |                       |                    |                        |                                           |
| 4                                                       | Валентюк Володимир Олексійович | 01.11.2010            | середня            | позапартійний          | пенсіонер                                 |
| 8                                                       | Сахнюк Раїса Мифодіївна        | 01.11.2010            | середня спеціальна | позапартійна           | Сільська рада с. Малий Правутин, секретар |
| 9                                                       | Герасимчук Ольга Олександрівна | 01.11.2010            | середня            | позапартійна           | фермерське господарство, техпрацівник     |
| Народна Партія                                          |                                |                       |                    |                        |                                           |
| 2                                                       | Гуменюк Антоніна Данилівна     | 01.11.2010            | середня спеціальна | позапартійна           | магазин с. Малий Правутин, продавець      |
| 3                                                       | Денисюк Мая Євгенівна          | 01.11.2010            | середня спеціальна | позапартійна           | медпункт с. Малий Правутин, фельдшер      |
| 5                                                       | Демичковська Ольга Аркадіївна  | 01.11.2010            | середня            | позапартійна           | МТФ, доярка                               |
| 6                                                       | Бойчук Валентина Олександрівна | 01.11.2010            | середня спеціальна | позапартійна           | с. Малий Правутин, соціальний працівник   |
| 7                                                       | Онищук Юрій Миколайович        | 01.11.2010            | середня            | позапартійний          | охоронець                                 |
| 11                                                      | Самолюк Марина Петрівна        | 01.11.2010            | середня            | позапартійна           | Малоправутинський НВК, повар              |
| Політична партія Всеукраїнське об'єднання «Батьківщина» |                                |                       |                    |                        |                                           |
| 1                                                       | Онищук Лілія Володимирівна     | 01.11.2010            | вища               | позапартійна           | Малоправутинський НВК, вчитель            |
| Самовисування                                           |                                |                       |                    |                        |                                           |
| 10                                                      | Остапчук Віктор Андронович     | 01.11.2010            | середня            | позапартійний          | пенсіонер                                 |
| 12                                                      | Сторожук Тамара Олександрівна  | 01.11.2010            | середня            | позапартійна           | Страхова компанія, страхувальник          |

## Населення
За переписом населення України 2001 року в сільській раді мешкало 617 осіб. 100 % населення вказало своєю рідною мовою українську мову.